# Thibault Daniel
 (mars 2020).
Si vous disposez d'ouvrages ou d'articles de référence ou si vous connaissez des sites web de qualité traitant du thème abordé ici, merci de compléter l'article en donnant les références utiles à sa vérifiabilité et en les liant à la section « Notes et références ».
Thibault Daniel, né le 1er octobre 1997 à Châtenay-Malabry, est un coureur cycliste français spécialiste de VTT cross-country.

## Biographie
Thibault Daniel naît le 1er octobre 1997 à Châtenay-Malabry en France. Il a grandi à Vinon-sur-Verdon. Il commence le VTT cross-country en compétition à l'âge de dix ans, après avoir pratiqué le Slalom (canoë-kayak) et le Judo. Lors de sa première année en catégorie benjamin il intègre l'équipe EBM (Évasion Biclou Manosquin). En 2011 il est sélectionné en équipe de Provence pour participer au TFJV (trophée de France des jeunes vttistes). 
En 2012 Thibault Daniel rejoint l'équipe Véloroc Cavaillon avec laquelle il s'impose lors du Championnat de France de cross-country en 2013 (catégorie Cadet) et 2015 (catégorie Junior). Durant ses deux années en catégorie Junior, Thibault participe à plusieurs Junior Séries (course international en cross-country), il décroche la 5e place, à Heubach en Allemagne et une 4e place à Montgenèvre en France, ce qui lui permet d'intégrer le collectif National Junior pour participer aux Championnats d'Europe et Championnats du Monde de cross-country. Lors de sa dernière année en catégorie Junior il remporte le classement général de la Coupe de France de VTT cross-country après s'être imposé sur trois manches à Marseille, Saint-Pompont et Plœuc-sur-Lié. 
En 2016 il passe en catégorie Espoir. Il termine 7e d'une course à Mont Sainte-Anne au Canada. 
En 2017 il commence la saison à Banyoles en Espagne où il termine 2e après une longue bagarre pour la victoire. En mai il est diagnostiqué positif à la Mononucléose infectieuse ce qui l'oblige à mettre de côté sa saison. 
En 2018, toujours en catégorie Espoir U23, il s'impose lors de l'ouverture de la Profixsuissebikecup à Monte Tamaro en Suisse. Cette même année il finit sur la 3e marche du podium des Championnats de France de cross-country à Lons-le-Saunier et finit également 3e du général de la Coupe de France. 
En 2019, pour sa dernière année en catégorie Espoir U23, Thibault remporte le classement général de la Coupe de France en terminant 2e à Marseille, 3e à Jeumont et 1er à Levens. Il fait sa place aussi en Coupe du Monde où il finit 7e lors de la première manche à Albstadt en Allemagne et 6e à Andorre-la-Vieille en Andorre. Cette année là il passe au travers des Championnats de France et des Championnats d'Europe à la suite d'une intoxication alimentaire.
En août il participe aux Championnats du monde de cross-country à Mont Sainte-Anne au Canada avec le collectif national. Il finit 3e des Championnats du monde de relais par équipes VTT avec l'équipe de France composée de 5 coureurs : Jordan Sarrou, Pauline Ferrand-Prévot, Loana Lecomte, Lucas Martin et Thibault Daniel. 48h plus tard il termine 17e de la course Espoir. 
En 2020 pour sa rentrée en catégorie élite, il décide de s'essayer à la route et entre dans le Team Cycliste Azuréen. Il change aussi d'équipe en VTT où il passe au Team Giant France.

## Palmarès

### Palmarès VTT cross-country

#### Championnats du Monde
- Vallnord 2015
  - 12e des Championnats du monde de VTT cross-country masculin Juniors

- Mont Sainte-Anne 2019
  - Médaillé de bronze des Championnats du monde de relais par équipes VTT (avec Jordan Sarrou, Pauline Ferrand-Prévot, Loana Lecomte et Lucas Martin)
  - 17e des Championnats du monde de VTT cross-country masculin Espoirs

#### Coupe du Monde
- 2019 : 16e du classement général

#### Championnats de France
- 2013 :  Champion de France VTT cross-country Cadets
- 2015 :  Champion de France VTT cross-country Juniors
- 2016 : 5e des Championnats de France VTT cross-country Espoirs
- 2018 : Médaillé de bronze des Championnats de France VTT cross-country Espoirs

#### Coupe de France
- 2015 : 1er du classement général
- 2018 : 3e du classement général
- 2019 : 1er du classement général

### Palmarès Cyclo-cross
- 2017 : Champion de Provence CX
- 2018 : Champion de Provence CX